# Dave Stevenson
Dave Stevenson (eigentlich David Deas Stevenson; * 28. November 1941 in Hawick) ist ein ehemaliger britischer Stabhochspringer.
1962 wurde er für Schottland startend bei den British Empire and Commonwealth Games in Perth Zehnter.
Bei den Olympischen Spielen 1964 in Tokio schied er in der Qualifikation aus.
Bei den British Empire and Commonwealth Games 1966 in Kingston wurde er Vierter und bei den British Commonwealth Games 1970 in Edinburgh Neunter.
Achtmal wurde er Schottischer Meister (1962–1964, 1966–1970) und einmal Englischer Hallenmeister (1965). Seine persönliche Bestleistung von 4,68 m stellte er am 20. Juli 1968 in Gourock auf.